# The Black Shield of Falworth
The Black Shield of Falworth is een Amerikaanse film uit 1954 van Rudolph Maté met in de hoofdrollen Tony Curtis en Janet Leigh.
De film is gebaseerd op de historische roman Men of Iron (1954) van Howard Pyle en is de tweede film waarin het echtpaar Curtis en Leigh de hoofdrollen vertolkte. The Black Shield of Falworth was een succes in de bioscopen, maar ontving gemengde kritieken. Veel critici noemden het een routineklusje van de studio en Curtis een acteur die steeds hetzelfde trucje opvoerde.
Een hardnekkige mythe die steeds weer opduikt, is dat Curtis in de film met een zwaar accent van de New Yorkse borough The Bronx uitroept: "Yonder stands da Castle of my fadda" ("Daarginds staat het kasteel van mijn vader"). Op zich is dit al merkwaardig omdat het personage van Curtis in de film een wees is die niet weet wie zijn ouders waren. De zin komt dan ook uit een andere film, Son of Ali Baba uit 1952 en luidt: "Yonda lies da kassle of my fodda, da collif". In die film is goed te horen dat Curtis uit The Bronx afkomstig is.

## Verhaal
Engeland in de eerste jaren van de vijftiende eeuw. De gezondheid van koning Hendrik IV is zo slecht dat prins Hal, een dronkaard en een dandy, wordt aangesteld als regent. Aangezien de prins nauwelijks in staat is in beslissingen te nemen, wordt het land in feite geregeerd door Gilbert Blunt, de graaf van Alban. Tijdens een jachtpartij stopt Alban en zijn gezelschap bij het huis van Dicon Bowman. In het huis hebben Myles, een plattelander, en zijn zuster Meg zich verborgen. Myles weigert namelijk om dienst te nemen bij de troepen van Alban en is daarom vogelvrij verklaard. Een van de edellieden uit Albans gezelschap vindt Meg en probeert haar aan te randen. Myles redt haar en moet vervolgens vluchten. Hij zoekt onderdak bij de kerk van Broeder Edward. Daar hoort Myles dat Broeder Edward een brief bezit van de vader van Myles en Meg. In de brief vraagt hun vader aan William, graaf van Mackworth, om zijn kinderen te beschermen. Bij de brief is ook een ring die Myles meeneemt. Samen met zijn zuster gaat hij naar het kasteel van Mackworth om de bescherming te vragen. Voordat hij de graaf ook maar heeft gezien, krijgt Myles al ruzie met de broer van Alban, Walter Blunt. Myles "redt" de dochter van Mackworth, Lady Anne, van een plagerige achtervolging van Walter. Als Meg en Myles toegang vragen tot de graaf van Mackworth moeten ze even wachten. Mackworth is in gesprek met prins Hal. De laatste heeft er genoeg van dat hij zich voor moet doen als een alcoholische idioot om Alban te bedriegen en af te leiden. Als hij weg is, laat Mackworth Myles en zijn zuster binnen. De graaf doet alsof hij de schrijver van de brief niet kent, maar laat Myles weten dat hij kan toetreden tot zijn entourage door dienst te nemen bij de pages en schildknapen. Meg moet het klooster in, maar wordt gered door Lady Anne, die haar opneemt als hofdame opneemt in haar gevolg. Ondertussen wordt Myles met de andere pages getraind voor het harde beroep van ridder. De leider van de opleiding, Sir James, is onder de indruk van de zwaardvechterskunsten van Myles. Maar er is zwaar weer op komst. Walter Blunt wil graag trouwen met Lady Anne en zet Mackworth onder druk. De graaf stribbelt tegen, maar weet dat het te vroeg is om de machtige Alban tegen zich te krijgen. Mackworth ziet ook de ring van Myles en herkent die als de ring van het geslacht Falworth, dat door Alban als een stel verraders wordt afgeschilderd. De graaf ziet plotseling een uitweg voor zijn zorgen en vraagt Sir James om Myles nog meer te trainen. Hij laat Prins Hal weten dat er een kampioen is opgestaan die Alban kan dwarsbomen. Ondertussen ontstaat er een geheime romance tussen Anne en Myles. Als de jaloerse Walter Blunt dit merkt, bevechten hij en Myles elkaar in een duel. Uiteindelijk wint Myles en Mackworth die het gevecht heeft gadegeslagen, zegt tegen Myles dat hij zal worden voorbereid op het ridderschap. Enige tijd later komt Alban, met zijn inmiddels geridderde broer, naar het kasteel van Mackworth voor een toernooi. Alban is wantrouwig over de snelle promotie van de boer Myles tot ridder en denkt er het zijne van. De volgende morgen staat Myles klaar voor zijn eerste grote toernooi. Hij moet de Franse kampioen graaf De Vermoise bevechten en verschijnt in het strijdperk met het schild van de Falworths. Als Alban het schild ziet wil hij Myles arresteren als verrader, maar Macworth zegt dat Myles de zoon van Falworth is. Een woedende Alban laat de graaf arresteren. Ook Lady Anne, Myles en Meg worden opgepakt en in de kerker gesmeten. In de kerker bedenkt Anne een plan. Ze doet net alsof ze Walter Blunt wil trouwen. De verliefde Blunt haalt hierop haar en Meg uit de kerker. Als Blunt slaapt, ontsnappen Meg en Anne uit het kasteel en gaan naar het kasteel van Sir Hubert, een vertrouweling van Mackworth. Ondertussen heeft Mackworth een godsgericht geëist en Myles mag uitkomen tegen Vermoise om zijn eer te verdedigen. Maar als Myles aan de winnende hand is laat Walter Blunt zijn boogschutters op de jonge ridder schieten. De andere pages komen nu in opstand en Myles gaat het gevecht aan met Alban en doodt hem. De pages laten nu Sir Hubert met zijn mannen binnen en Walter Blunt wordt verwond en opgepakt. De naam van Falworth is hersteld en Myles kan trouwen met Anne.

## Rolverdeling
| Acteur           | Personage                         |
| ---------------- | --------------------------------- |
| Tony Curtis      | Myles Falworth                    |
| Janet Leigh      | Lady Anne van Mackworth           |
| David Farrar     | Gilbert Blunt, de graaf van Alban |
| Herbert Marshall | William, de graaf van Mackworth   |
| Torin Thatcher   | Sir James                         |

## Scenario
Het scenario van Oscar Brodney verschilt nogal van de roman Men of Iron van Howard Pyle. In het boek zijn de vader en moeder van Myles nog in leven en weet Myles dat hij Falworth heet. Hij heeft echter geen zuster. In het boek speelt het familiewapen geen enkele rol, omdat Myles weet dat hij een Falworth is. Er is dus ook geen zwart schild van Falworth. De graaf van Alban wordt in de roman pas op het einde ontmaskerd als de schurk, terwijl hij in de film gelijk als schurk wordt getoond. In het boek is Alban niet uit op de troon van Engeland en de vriend van de koning. Noodzakelijkerwijs zijn in de film delen van de roman weggelaten, zoals de geheime schuilplaats die Myles inricht met de pages in de toren van Brutus en waar ze de Orde van de Roos oprichten. Zijn affaire met lady Anne komt ook voor in het boek, alleen is ze daar de nicht van Mackworth en niet zijn dochter. Walter Blunt speelt in het boek een veel kleinere rol en verdwijnt al snel. Hij is ook niet de concurrent voor de hand van Anne zoals in de film. Het hoogtepunt in het boek is het toernooi tussen Myles en de graaf van Vermois (Vermoise in de film). In de film komt dit duel nauwelijks uit de startblokken. De koning ten slotte is in de roman helemaal niet zo blij met de ontmaskering van Alban en de Falworths worden pas in ere hersteld na de dood van Hendrik IV.

## Productie
De film werd opgenomen op de buitenterreinen van de Universal Studio's waar een kasteel was nagebouwd. Een aantal scènes werd opgenomen op de Rowland V. Lee Ranch in San Fernando Valley in Californië. De opnames waren tussen 10 december 1953 en januari 1954 en de kosten kwamen in totaal uit op bijna 1,2 miljoen dollar. De werktitels waren; Men of Iron en The Black Shield. Het was de eerste keer dat Universal in CinemaScope filmde. Janet Leigh droeg in de film zeldzame en kostbare gewaden, afkomstig uit de collectie van de Weense gravin Jalle Delees.